# Flint (Festival)
Flint war ein Open-Air-Festival, das im Juli 1970 unterhalb der Burgruine Neuburg auf dem Gelände des Pfadfinderheimes nur ein Mal veranstaltet und dann verboten wurde. Flint steht in Vorarlberg für das Bedürfnis der 68er-Generation nach kultureller Öffnung und gesellschaftlichem Wandel.

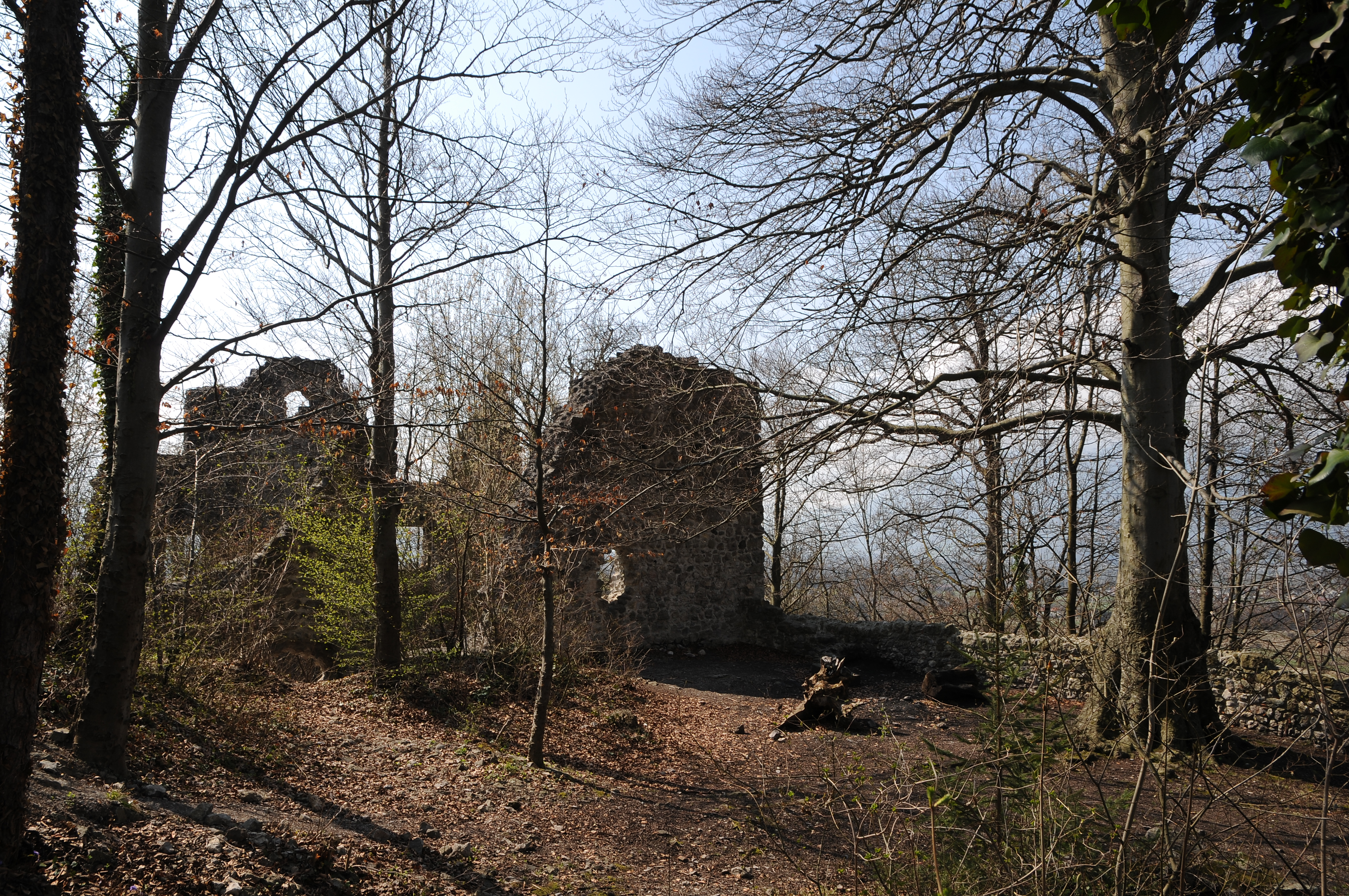
Auf dem Schlosshügel in Koblach fand unterhalb der Ruine Neuburg das erste Rock-Festival Vorarlbergs statt.

## Vorgeschichte
Die Landespolitik in Vorarlberg war in den 1970er und 1980er Jahren geprägt durch eine Kontinuität, die von der regierenden Vorarlberger Volkspartei gesichert wurde. Landeshauptmann Keßler orientierte sich an der Christlichen Soziallehre. Als sich auch in Vorarlberg Ideen der 68er-Bewegung verbreiteten, wurden diese von den tonangebenden Kräften der ÖVP anfangs bekämpft. Im Kampf gegen die Neue Linke und in Opposition zur sozialdemokratischen Bundesregierung unter Bruno Kreisky wehrte sich die konservative Landesregierung gegen alles, was ÖVP-Positionen oder kirchliche Dogmen in Frage stellte. Auch die bei vielen Jugendlichen beliebte Rockmusik wurde in diesem Sinne als dekadente Zeiterscheinung abgelehnt.

## Flint-Verbot

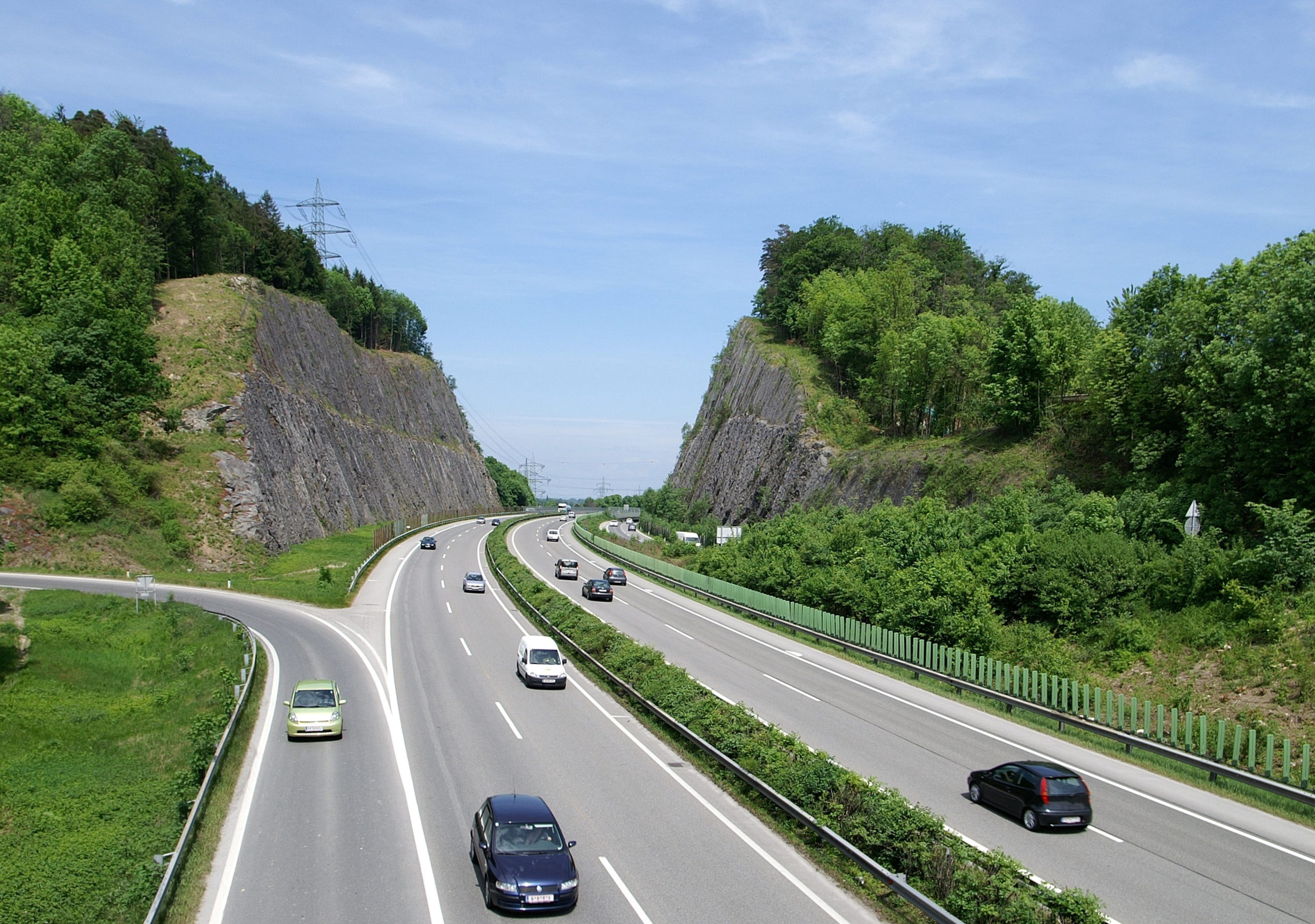
Eine zweite Auflage von Flint war nicht möglich, weil die Vorarlberger Landesregierung das Festivalgelände am Schlosshügel unter Naturschutz stellte – für die Flint-Veranstalter eine unglaubwürdige Vorgehensweise, weil in unmittelbarer Nähe zum Gelände der Kummenberg in einer riesigen Baustelle gespalten wurde, siehe Foto.

Das Festival versammelte 1970 rund 1000 Jugendliche und junge Erwachsene. Dargeboten wurde Rock-, Pop- und Folkmusik sowie Protestsongs, auch Lyrik wurde vorgetragen.
Für 1971 war eine zweite Auflage geplant, allerdings erließ die Vorarlberger Landesregierung 10 Tage vor Beginn des Festivals eine Verordnung, die das gesamte Gelände unter Naturschutz stellte und Flint II dadurch verhinderte. Die Flint-Akteure hielten sich zwar an das Verbot, trafen sich aber auf der Autobahn-Baustelle am Kummenberg zu einer Demonstration in schwarzen Anzügen, bei der sie Flint symbolisch vor 500 „Trauergästen“ musikalisch umrahmt beerdigten. 

## Wirkung
„Flint lebt“ wurde in den folgenden Jahren zu einem Codewort für eine Jugendkultur in Vorarlberg. Bei Flint 1970/71 waren auch viele Jugendliche dabei, die sich für Rockmusik interessierten, aber keine linke politische Position vertraten. Etliche Organisatoren gehörten traditionellen Verbänden wie den Pfadfindern oder der Katholischen Jugend an.
Flint wurde zwar nur einmal ausgerichtet, erlangte aber bei Jugendlichen einen Legenden-Status, insbesondere weil es verboten wurde. Außerdem beteiligten sich mehrere Vorarlberger Kulturschaffende, die später Bekanntheit erlangten: Michael Köhlmeier, Reinhold Bilgeri, Rolf Aberer oder Reinhold Luger. 
Bedeutender als „Flint“ für die Entwicklung einer alternativen Kulturszene in Vorarlberg waren die „Randspiele“ in Bregenz, die im Sommer 1972 erstmals zur Ausrichtung kamen und in weiterer Folge fünf Mal stattfanden. Dabei kamen Jazz- und Folkgrößen sowie bekannte Kabarettisten und Autoren nach Bregenz.